# Дике
Дике (на гръцки: δικαιο – справедливост), богиня на справедливостта в древногръцката митология.
Дъщеря е на Зевс и Темида, богинята на правосъдието. Сестра е на Евномия (най-голямата, следяща спазването на законите) и Ирена (най-малката, носеща мира). Трите сестри са второто поколение ори – богини, помагащи на майка им Темида в съблюдаването за спазване на реда и закона, поддържащи стабилността на обществото. Орите били почитани главно в Атина, Аргос и Олимпия.